# 哥伦布骑士会大厦
哥伦布骑士会大厦（英語：Knights of Columbus Building）是罗马天主教志愿者组织哥伦布骑士会总部大楼，位于纽黑文市中心哥伦布广场1号，曾经毗邻于2007年拆除的纽黑文体育馆。凯文·罗奇·约翰·丁克路及联营公司设计，1969年建成，23层，现代风格，高98米，是该市第三高建筑物。拐角的圆柱形塔楼使该楼具有简单的几何体形式。。